# Salvatore Musella
Salvatore Musella (geboren 1896 in Neapel; gestorben 1943) war ein italienischer Komponist.

## Leben
Musella studierte bei dem Komponisten Camillo de Nardis (1857–1951) in seiner Heimatstadt. In Buenos Aires arbeitete er später als Leiter einer wichtigen Rundfunkstation, wo er um die Verbreitung der Musik moderner italienischer Komponisten bemüht war.
Er komponierte Orchesterwerke, Kammermusik, Klavierstücke und Lieder für Gesang und Klavier.
In der von Gino Tagliapietra herausgegebenen Anthologie alter und neuer Musik für Klavier (Ricordi) fand sein Klavierstück Marina Aufnahme.

## Werke
- Automno (Orchester)
- La sera fiesolana (Gesang, Chor und Orchester)
- Impressioni Neapoletana (Suite, Orch.)
- L’infinito, Ciclami, Odor di terra, Anelito (Lieder)